# Richard Núñez
Richard Darío Núñez Pereyra (* 16. Februar 1976 in Montevideo) ist ein ehemaliger uruguayischer Fußballspieler. Núñez ist 1,72 m groß, Linksfüßer und spielte linksaußen im Sturm.

## Verein
Auf das Ende der Saison 2000/2001 kam Núñez vom Danubio FC für eine Ablösesumme von 4,5 Mio. zum Grasshopper Club Zürich. Im letzten entscheidenden Spiel um die Schweizer Meisterschaft 2001 schoss er gegen den FC St. Gallen drei Tore und steuerte eine Vorlage bei. GC wurde folglich zum 26. Mal Schweizer Meister. In den folgenden Jahren spielte Núñez sehr erfolgreich für den GCZ. In der Saison 2001/2002 wurde er zusammen mit Christian Giménez vom FC Basel mit 28 Toren erstmals Torschützenkönig in der Schweiz. Diesen Erfolg konnte er in der folgenden Saison 2002/2003 mit 27 Toren wiederholen. Er kam in der Schweizer NLA/Super League auf die Quote von 85 Toren und 71 Vorlagen in 127 Spielen.
Nach etwa vier Jahren bei GC begannen sich die Meinungsverschiedenheiten zwischen Núñez, dem damaligen Trainer Marcel Koller und der Zürcher Führung zu häufen, und Núñez spielte in den folgenden Monaten sehr unkreativ und unmotiviert. Da er unzufrieden war und für die nächste Saison auch noch weniger Lohn erhalten sollte, lehnte er eine Vertragsverlängerung ab und verließ er den GCZ in der Winterpause 2004/05. Einen Tag später schon unterschrieb der Stürmer einen neuen Vertrag bei Atlético Madrid. Doch auch Atletico Madrid verließ Núñez nach etwas mehr als einem Jahr und wechselte ablösefrei zum CD Cruz Azul. Dort wurde er vorläufig als Mittelfeldspieler eingesetzt.
Anfang 2006 wechselte er für die Clausura 2006 innerhalb der mexikanischen Liga zum CF Pachuca und feierte mit diesem Club dessen 7. Meistertitel Ende Mai 2006. Er schoss im Finalrückspiel das einzige Tor in der 79. Minute. (Hinspiel 0:0).
Danach wechselte er, für die Apertura 2006, wieder zurück zu Cruz Azul und schoss beim 3:2 Startsieg am 6. August 2006 gegen Pachuca ein Tor. Im September 2008 unterschrieb er einen Einjahresvertrag bei Peñarol. Nach acht Toren in 21 Liga-Spielen und zwei Einsätzen in der Copa Libertadores, schloss er sich zur Spielzeit 2009/10 den Rampla Juniors an, für die er seither spielte. 56 Spiele und 15 erzielte Tore in der Primera División stehen dort für ihn zu Buche. In der Saison 2012/13 trat er erneut für den den Ausgangspunkt seiner Karriere bildenden Ligakonkurrenten Danubio an. Für den im Barrio Jardines del Hipódromo beheimateten Verein bestritt er in der Saison 2012/13 je nach Quellenlage 23 oder 24 Erstligapartien (zwei Tore). Anfang 2014 wechselte er zurück zum seinerzeitigen Zweitligisten Rampla Juniors. In der restlichen Zweitligasaison 2013/14 kam er dort zu 14 Zweitligaeinsätzen, bei denen er sieben Tore erzielte und stieg schließlich mit dem Klub in die Primera División auf. Dort absolvierte er in der Spielzeit 2014/15 20 Erstligapartien und traf viermal ins gegnerische Tor. Anschließend beendete er seine Karriere.

### Nationalmannschaft
Von seinem Debüt am 7. September 2003 bis zu seinem letzten Einsatz am 26. Oktober 2005 absolvierte Núñez neun Länderspiele für die Nationalmannschaft Uruguays. Ein Torerfolg blieb ihm dabei versagt.

## Erfolge
- 2× Schweizer Meister: 2000/01, 2002/03
- 1× Mexikanischer Meister: Clausura 2006
- 2× Torschützenkönig (Schweiz): 2001/02, 2002/03